# Tadeusz Drzazga
Tadeusz Drzazga(ur. 7 sierpnia 1975 r. w Wałczu) – polski sztangista, olimpijczyk z Aten 2004.
Podczas swojej kariery zawodniczej zdobył cztery tytuły mistrza Polski oraz dwa wicemistrza.
Jest rekordzistą Polski seniorów w rwaniu w kategorii do 94 kg z wynikiem 185 kg. Rekord został ustanowiony 28 czerwca 2003 r.
Zdobył srebrny medal mistrzostw świata w roku 1997 w kategorii do 91 kg. W roku 1998 w mistrzostwach świata zajął 4. miejsce a w roku 2003 – 6. miejsce.
W roku 2003 zdobył brązowy medal mistrzostw Europy.
Na igrzyskach olimpijskich w 2004 roku wystartował w kategorii do 94 kg zajmując 13. miejsce.
Reprezentował Mazovię Ciechanów i Iskrę Białogard.